# Aung Kyaw Naing
Aung Kyaw Naing (* 20. Dezember 1994 in Rangun) ist ein myanmarischer Fußballspieler.

## Karriere

### Verein
Aung Kyaw Naing erlernte das Fußballspielen in der Jugendmannschaft von Nay Pyi Taw FC. Hier stand er bis 2014 unter Vertrag. 2015 wechselte er zu Ayeyawady United. Der Verein aus Pathein spielte in der höchsten Liga des Landes, der Myanmar National League. 2015 gewann er mit dem Klub den General Aung San Shield. Im Endspiel besiegte man Yadanarbon FC mit 2:1. 2016 kehrte er zu Nay Pyi Taw FC zurück. 2017 verließ er Myanmar und ging nach Singapur. Hier schoss er sich Balestier Khalsa an. Mit dem Klub spielte er in der ersten Liga, der S. League. Der thailändische Zweitligist Angthong FC nahm ihn Anfang 2018 unter Vertrag. Nach zwölf Spielen in der Thai League 2 kehrte er 2018 wieder in seine Heimat zurück. Hier unterschrieb er wieder einen Vertrag beim Erstligisten Ayeyawady United. 2019 feierte er mit dem Verein die Vizemeisterschaft. Anfang 2020 verließ er Pathein. Ligakonkurrent Yangon United aus Rangun nahm ihn ab 2020 unter Vertrag. Bis Ende 2020 spielte er dreimal in der ersten Liga. Von Januar 2021 bis Mitte 2021 war er vertrags- und vereinslos. Im Juli 2021 ging er wieder nach Thailand, wo er sich dem Drittligisten Pattaya Dolphins United aus Pattaya anschloss. Mit dem Verein spielte er zweimal in der Eastern Region der Liga. Zur Rückrunde 2021/22 wechselte er im Januar 2022 zum Zweitligisten Ranong United FC. Für den Klub aus Ranong bestritt er 24 Zweitligaspiele. Nach der Hinrunde 2022/23 wurde sein Vertrag nicht verlängert.

### Nationalmannschaft
Aung Kyaw Naing spielte bisher zweimal in der Nationalmannschaft von Myanmar.

## Erfolge
Ayeyawady United
- General Aung San Shield: 2015

- Myanmar National League: 2019 (Vizemeister)